# Milaan-San Remo 1983
De wielerwedstrijd Milaan-San Remo 1983 werd gereden op 19 maart. Het parcours van deze 74e editie was 294 kilometer lang. De winnaar legde de afstand af in 7u 7min 59sec. De Italiaanse wereldkampioen Giuseppe Saronni won solo voor de landgenoot Guido Bontempi en de Nederlander Jan Raas die respectievelijk naar de tweede en derde plaats sprintten. 

## Uitslag
| Milaan–San Remo 1983 |                       |                        |          |
| Plaats               | Naam                  | Ploeg                  | Tijd     |
| Winnaar              | Giuseppe Saronni      | Del Tongo              | 7u07'59" |
| 2                    | Guido Bontempi        | Inoxpran               | +44"     |
| 3                    | Jan Raas              | TI-Raleigh             | z.t.     |
| 4                    | Eric Vanderaerden     | Jacky Aernoudt         | z.t.     |
| 5                    | Sean Kelly            | Sem-France Loire       | z.t.     |
| 6                    | Juan Fernández Martin | Zor-Gemeaz             | z.t.     |
| 7                    | Franco Chioccioli     | Vivi-Benotto           | z.t.     |
| 8                    | Noël Dejonckheere     | Teka                   | z.t.     |
| 9                    | René Bittinger        | Sem-France Loire       | z.t.     |
| 10                   | Gabriele Landoni      | Vivi-Benotto           | z.t.     |
| 11                   | Francesco Moser       | GIS                    | z.t.     |
| 12                   | Frits Pirard          | Metauro Mobili         | z.t.     |
| 13                   | Guy Nulens            | Jacky Aernoudt         | z.t.     |
| 14                   | Marc Sergeant         | Europ Decor-Dries      | z.t.     |
| 15                   | Eric McKenzie         | Euro Shop-Splendor     | +1'31"   |
| 16                   | Henk Lubberding       | TI-Raleigh             | z.t.     |
| 17                   | Serge Demierre        | Cilo-Aufina            | z.t.     |
| 18                   | Hennie Kuiper         | Jacky Aernoudt         | z.t.     |
| 19                   | Francis Castaing      | Peugeot-Shell-Michelin | z.t.     |
| 20                   | Roger De Cnijf        | Boule d'Or             | z.t.     |

1907 · 1908 · 1909 · 1910 · 1911 · 1912 · 1913 · 1914 · 1915 · 1916 · 1917 · 1918 · 1919 · 1920 · 1921 · 1922 · 1923 · 1924 · 1925 · 1926 · 1927 · 1928 · 1929 · 1930 · 1931 · 1932 · 1933 · 1934 · 1935 · 1936 · 1937 · 1938 · 1939 · 1940 · 1941 · 1942 · 1943 · 1944 · 1945 · 1946 · 1947 · 1948 · 1949 · 1950 · 1951 · 1952 · 1953 · 1954 · 1955 · 1956 · 1957 · 1958 · 1959 · 1960 · 1961 · 1962 · 1963 · 1964 · 1965 · 1966 · 1967 · 1968 · 1969 · 1970 · 1971 · 1972 · 1973 · 1974 · 1975 · 1976 · 1977 · 1978 · 1979 · 1980 · 1981 · 1982 · 1983 · 1984 · 1985 · 1986 · 1987 · 1988 · 1989 · 1990 · 1991 · 1992 · 1993 · 1994 · 1995 · 1996 · 1997 · 1998 · 1999 · 2000 · 2001 · 2002 · 2003 · 2004 · 2005 · 2006 · 2007 · 2008 · 2009 · 2010 · 2011 · 2012 · 2013 · 2014 · 2015 · 2016 · 2017 · 2018 · 2019 · 2020 · 2021 · 2022 · 2023 · 2024 · 2025
Lijst van beklimmingen